# Finnischer Fußballpokal 1969
Der Finnische Fußballpokal 1969 (finnisch Suomen Cup 1969) war die 15. Austragung des finnischen Pokalwettbewerbs. Er wurde vom finnischen Fußballverband ausgetragen. Das Finale fand am 8. Oktober 1969 im Olympiastadion Helsinki statt. 
Pokalsieger wurde Haka Valkeakoski. Das Team setzte sich im Finale gegen Tapion Honka mit 2:0 durch und qualifizierte sich damit für den Europapokal der Pokalsieger. Titelverteidiger Kuopion PS war im Halbfinale gegen den späteren Sieger Haka Valkeakoski ausgeschieden.
Alle Begegnungen wurden in einem Spiel ausgetragen. Bei unentschiedenem Ausgang wurde das Spiel um zweimal 15 Minuten verlängert. Stand danach kein Sieger fest, wurde das Spiel auf des Gegners Platz wiederholt. Bis zur 3. Runde hatten unterklassige Teams Heimrecht.

## Teilnehmende Teams
Für die erste Hauptrunde waren 51 Vereine der ersten und zweiten Liga direkt qualifiziert. Dazu kamen 13 Mannschaften der dritten und vierten Liga, die nach fünf Qualifikationsrunden startberechtigt waren.
| Veikkausliiga (12) | Ykkönen Süd (10) | Ykkönen Ost (9) | Ykkönen West (10) | Ykkönen Nord (10) |
| --- | --- | --- | --- | --- |
| - Haka Valkeakoski - HJK Helsinki - Ilves-Kissat Tampere - Kokkolan Palloveikot - Kotkan Työväen Palloilijat - Kuopion Elo - Kuopion PS - Lahden Reipas - Mikkelin Palloilijat - Porin Ässät - Turku PS - Lahti-69 | - Åbo IFK - IF Finströmskamraterna - Helsingin Palloseura - Helsingin Ponnistus - BK-46 Karis - Rauman Pallo - Tapion Honka - Turun Toverit - Turun Weikot - Turun Pyrkivä | - Käpylän Urheilu-Veikot - Kotkan Jäntevä - Kronohagens IF - Lahden Palloseura - Lappeenrannan Pallo - Mikkelin Pallo-Kissat - Porvoon Akilles - Riihimäen Palloseura - Voikkaan Pallo-Peikot | - Jämsänkosken Ilves - Pallo-Sepot 44 - Pihlavan Työväen Urheilijat - Porin Pallo-Toverit - Seinäjoen Sisu - TaPa Tampere - Tampereen Pallo-Veikot - Vaasan PS - Vasa IFK - Valkeakosken Koskenpojat | - Gamlakarleby BK - FF Jaro - Kajaanin Palloilijat - Karihaaran Tenho - Kemin Into - Kokkolan PS - Kuopion Pallotoverit - Oulun Palloseura - Oulun Työväen Palloilijat - Rovaniemi PS |
| Maakuntasarja (11) | Maakuntasarja (11) | Maakuntasarja (11) | Maakuntasarja (11) | Aluesarja (2) |
| - Hermannin Pallo - Kajaanin Haka - Lapuan Virkiä | - Loviisan Tor - Myllykosken Pallo -47 - Oulun Tarmo | - Pohjois-Haagan Urheilijat - Töölön Vesa - Uudenkaupungin Roima | - Vaasan Sport - Warkauden Pallo -35 | - Hyvinkään Apollo - Nokian Palloseura |

## 1. Runde
|                           | Ergebnis  |                             |
| ------------------------- | --------- | --------------------------- |
| Myllykosken Pallo -47     | 2:4       | Helsingin Ponnistus         |
| Lappeenrannan Pallo       | 4:2       | Lahden Reipas               |
| Nokian Palloseura         | 4:1       | Seinäjoen Sisu              |
| Kokkolan PS               | 4:5 n. V. | Vaasan PS                   |
| Rovaniemi PS              | 5:0       | Karihaaran Tenho            |
| Vasa IFK                  | 1:2       | Kokkolan Palloveikot        |
| Rauman Pallo              | 5:0       | Pallo-Sepot 44              |
| Töölön Vesa               | 1:2       | Ilves-Kissat Tampere        |
| Lapuan Virkiä             | 8:2       | Porin Ässät                 |
| FF Jaro                   | 2:0       | Jämsänkosken Ilves          |
| Loviisan Tor              | 1:3       | Käpylän Urheilu-Veikot      |
| Tampereen Pallo-Veikot    | 1:3       | Haka Valkeakoski            |
| Hyvinkään Apollo          | 2:4       | Pohjois-Haagan Urheilijat   |
| Kotkan Jäntevä            | 1:2       | Tapion Honka                |
| Kajaanin Palloilijat      | 3:2       | Mikkelin Palloilijat        |
| Kajaanin Haka             | 2:3       | Kuopion PS                  |
| Lahden Palloseura         | 3:1       | Lahti-69                    |
| Hermannin Pallo           | 1:3       | Helsingin Palloseura        |
| Uudenkaupungin Roima      | 0:1       | IF Finströmskamraterna      |
| Kronohagens IF            | 2:5       | HJK Helsinki                |
| Oulun Työväen Palloilijat | 1:0       | Oulun Palloseura            |
| Oulun Tarmo               | 2:0       | Kemin Into                  |
| BK-46 Karis               | 1:2       | Porvoon Akilles             |
| Voikkaan Pallo-Peikot     | 1:5       | Kotkan Työväen Palloilijat  |
| Turun Weikot              | 0:4       | TaPa Tampere                |
| Riihimäen Palloseura      | 1:4       | Turun Pyrkivä               |
| Valkeakosken Koskenpojat  | 1:3       | Åbo IFK                     |
| Turun Toverit             | 1:3       | Turku PS                    |
| Warkauden Pallo -35       | 1:0       | Kuopion Pallotoverit        |
| Mikkelin Pallo-Kissat     | 0:1       | Kuopion Elo                 |
| Vaasan Sport              | 2:0       | Pihlavan Työväen Urheilijat |
| Porin Pallo-Toverit       | 2:3       | Gamlakarleby BK             |

## 2. Runde
|                           | Ergebnis |                            |
| ------------------------- | -------- | -------------------------- |
| Helsingin Ponnistus       | 9:0      | Lappeenrannan Pallo        |
| Nokian Palloseura         | 1:0      | Vaasan PS                  |
| Rovaniemi PS              | 3:1      | Kokkolan Palloveikot       |
| Rauman Pallo              | 1:5      | Ilves-Kissat Tampere       |
| Lapuan Virkiä             | 4:2      | FF Jaro                    |
| Käpylän Urheilu-Veikot    | 1:3      | Haka Valkeakoski           |
| Pohjois-Haagan Urheilijat | 0:2      | Tapion Honka               |
| Kajaanin Palloilijat      | 0:1      | Kuopion PS                 |
| Lahden Palloseura         | 3:2      | Helsingin Palloseura       |
| IF Finströmskamraterna    | 0:4      | HJK Helsinki               |
| Oulun Työväen Palloilijat | 2:0      | Oulun Tarmo                |
| Porvoon Akilles           | 1:5      | Kotkan Työväen Palloilijat |
| TaPa Tampere              | 2:1      | Turun Pyrkivä              |
| Åbo IFK                   | 3:2      | Turku PS                   |
| Warkauden Pallo -35       | 3:6      | Kuopion Elo                |
| Vaasan Sport              | 1:3      | Gamlakarleby BK            |

## 3. Runde
|                   | Ergebnis |                            |
| ----------------- | -------- | -------------------------- |
| Tapion Honka      | 2:0      | Helsingin Ponnistus        |
| Rovaniemi PS      | 2:1      | Kotkan Työväen Palloilijat |
| HJK Helsinki      | 0:1      | Haka Valkeakoski           |
| TaPa Tampere      | 3:2      | Lahden Palloseura          |
| Nokian Palloseura | 2:1      | Vaasan Sport               |
| Åbo IFK           | 4:0      | Ilves-Kissat Tampere       |
| Lapuan Virkiä     | 1:2      | Oulun Työväen Palloilijat  |
| Kuopion Elo       | 0:3      | Kuopion PS                 |

## Viertelfinale
|                           | Ergebnis |                   |
| ------------------------- | -------- | ----------------- |
| TaPa Tampere              | 0:1      | Tapion Honka      |
| Haka Valkeakoski          | 3:1      | Nokian Palloseura |
| Oulun Työväen Palloilijat | 4:3      | Åbo IFK           |
| Kuopion PS                | 4:2      | Rovaniemi PS      |

## Halbfinale
|                  | Ergebnis |                           |
| ---------------- | -------- | ------------------------- |
| Haka Valkeakoski | 1:0      | Kuopion PS                |
| Tapion Honka     | 1:0      | Oulun Työväen Palloilijat |

## Finale
| Paarung          | Tapion Honka – Haka Valkeakoski |
| Ergebnis         | 0:2 (0:2) |
| Datum            | 8. Oktober 1969 |
| Stadion          | Olympiastadion, Helsinki |
| Zuschauer        | 1.250 |
| Schiedsrichter   | Eino Luoto |
| Tore             | 0:1 Asko Mäkilä (9.) 0:2 Esko Malm (45.) |
| Haka Valkeakoski | Martti Halme – Seppo And, Jorma Huovinen, Timo Nieminen – Olavi Pärssinen, Esko Malm, Juhani Peltonen, Timo Lehto – Asko Mäkilä, Markku Eloranta, Mauri Paavilainen, Juhani Tapola. |